# Пансіон Глухівської чоловічої гімназії

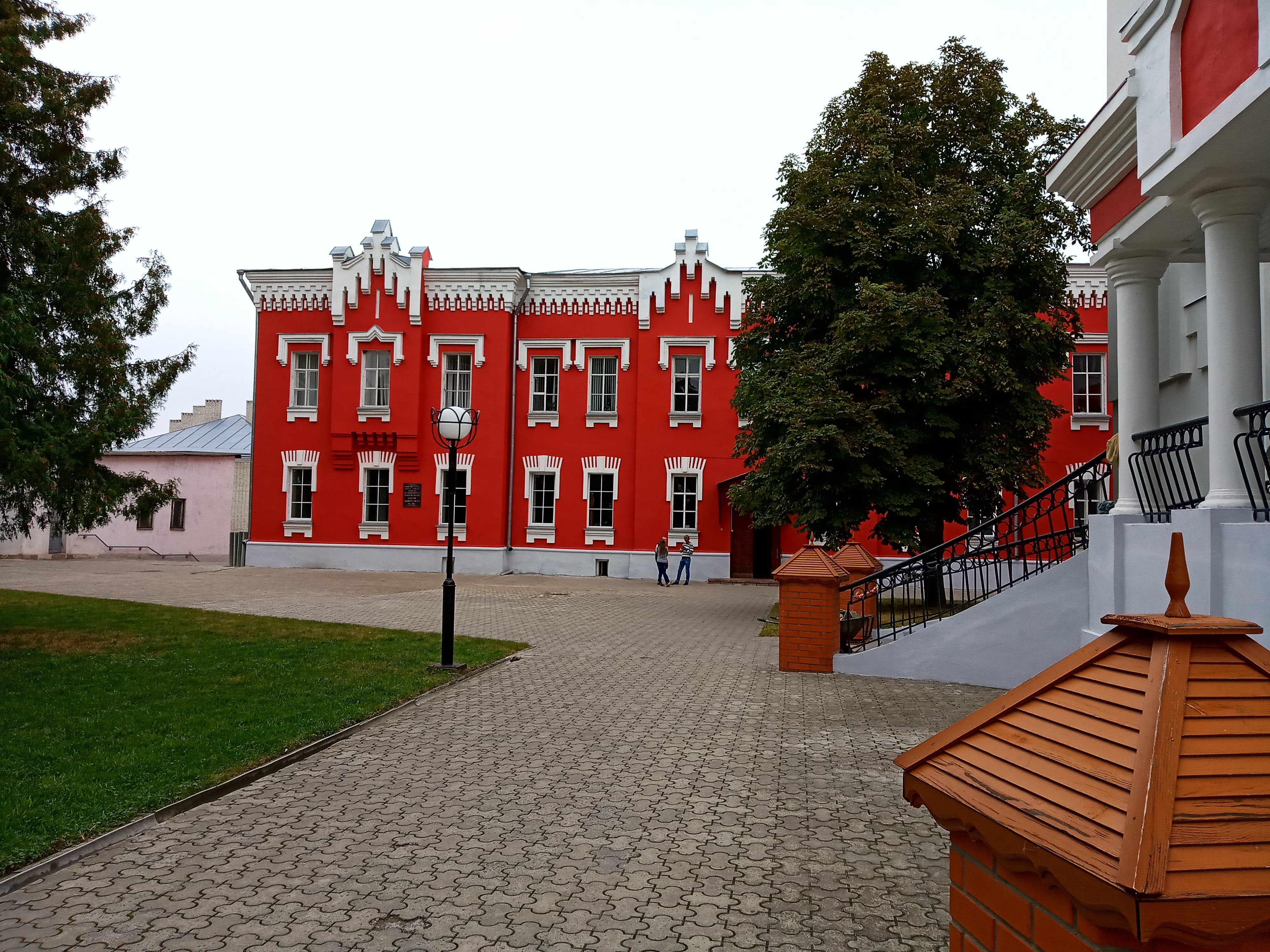
Загальний вигляд будівлі

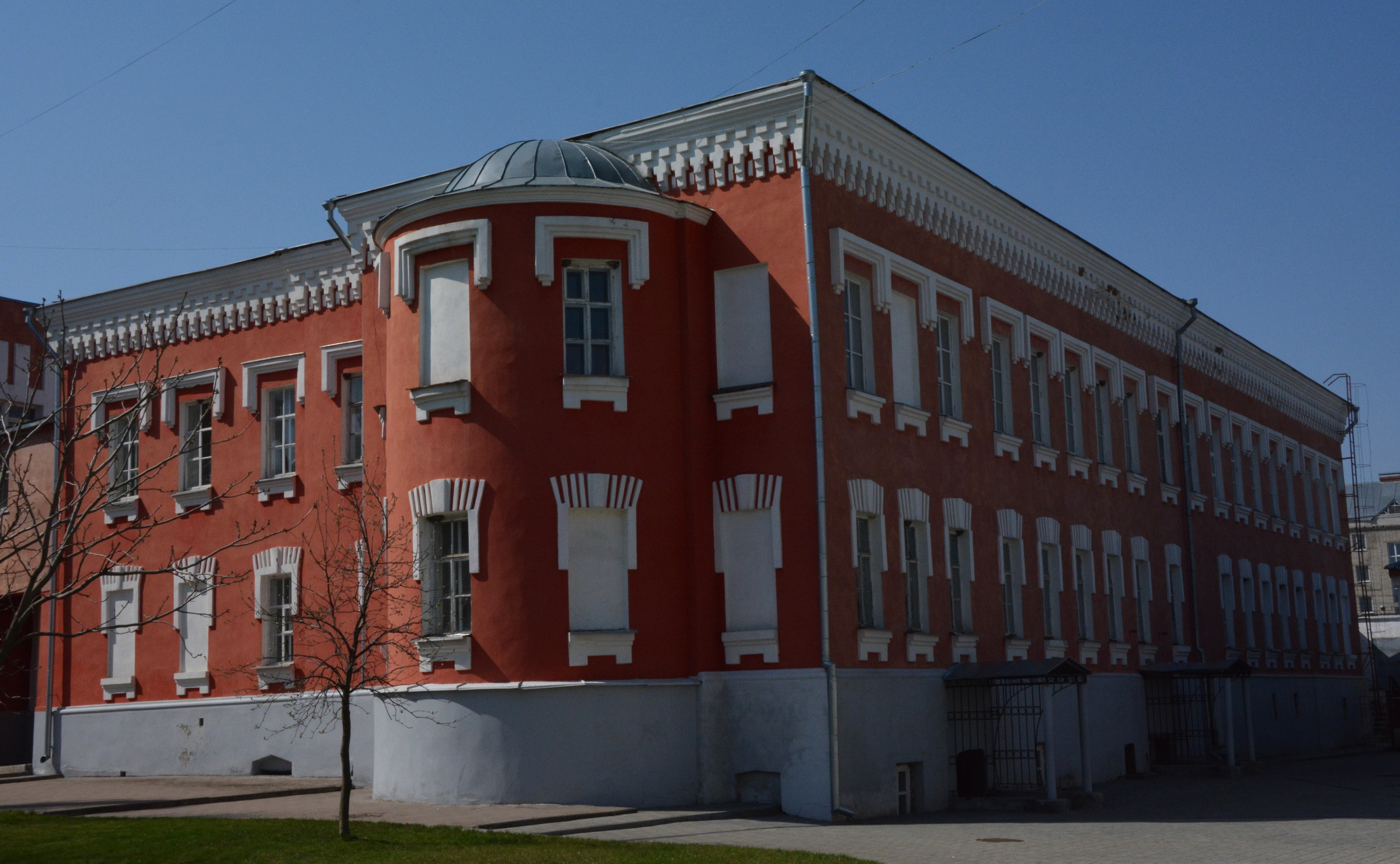
Вигляд східної та північної сторони будівлі. На передньому плані — гімназична церква з напівкруглою апсидою.

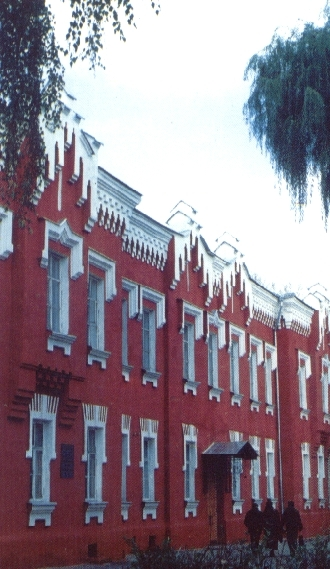

Пансіон Глухівської чоловічої гімназії — будинок XIX століття, пам'ятка архітектури національного значення (охоронний № 180031/3-Н). Розташований в історичному центрі Глухова Сумської області у дворі нинішнього Глухівського національного педагогічного університету імені Олександра Довженка по вул. Києво-Московська, 24.
Входить до складу «Гуманітарно — просвітницького комплексу Глухова», до якого ще належать пам'ятки: «Учительський інститут» та «Чоловіча гімназія».

## Історія
Будинок було споруджено в період з 1890 по 1892 роки коштом відомого мецената та цукрозаводчика Ніколи Терещенка. Задля забезпечення роботи пансіону у перший рік його існування було зібрано Господарський комітет Глухівської гімназії. Очолював комітет директор гімназії Михайло Лазаренко, до складу входили викладачі гімназії, Нікола Терещенко та колезький радник Петро Бек. Як тільки в серпні 1892 року пансіон був готовий до експлуатації, Терещенко передав будівлю у власність чоловічої гімназії, а вона, у свою чергу, передала пансіон у Навчальне Відомство. Він розташовувався позаду будинку чоловічої гімназії на північний захід. Головним ініціатором та будівничим став дійсний статський радник Михайло Лазаренко (1852-?), кандидат історико-філологічного факультету університету св. Володимира, що працював директором чоловічої гімназії з 1875 по 1907 роки. У пансіоні також працювали вихователі.
У приміщенні розмістився новозведений пансіон або інтернат для вихованців Глухівської чоловічої гімназії з інших населених пунктів. Планувалося, що у закладі буде жити сорок вихованців гімназії. Також у спеціально зведеній квартирі проживав інспектор гімназії. Вартість будівництва склала 54 750 рублів. Ще 4 тисяч рублів щорічно виділялось на утримання закладу. Пансіон було урочисто відкрито 14 жовтня 1892 року.
Коштом Ніколи Терещенка були придбані для пансіону меблі, посуд, срібний посуд, полотно на білизну, сукно на одяг, шкіра для пошиття взуття тощо. За проживання та харчування пансіонери сплачували 100 рублів вступного внеску та по 380 рублів щороку.
Духівником всіх гімназистів, що відвідували домову церкву пансіону, був законовчитель Глухівської чоловічої (1887—1903) та жіночої прогімназій (1890—1903) Костянтин Рознатовський. Згодом, у 1907 році (у Черкасах) він обирався депутатом III Державної Думи. Служби в церкві завершувались довгими проповідями, в яких багато йшлося про поведінку гімназистів.
У 1905 році під час усних екзаменів у пансіоні застрелився восьмикласник Микола Сербін, який вже їх був склав. Для батьків, що проживали у м. Шостка, та рідних він залишив чотири записки. Причини його поступку офіційно не оголошувались, але, нібито, саме йому гімназисти вказали здійснити замах на директора освітнього закладу. Хоча вчитель гімназії Василь Мальченко у своїх спогоадах дану подію датує 1908 роком.
Після 1908 року пансіонери там вже не проживали. Один навчальний рік (за директорства Карла Каужена) пансіон пустував. У 1909 році майно розпродали, й до приміщення пансіону були переведені навчальні класи чоловічої гімназії.
Через те, що червоноармійці, починаючи з грудня 1918, а особливо в першій половині 1919 та з січня 1920 років практично зруйнували всі приміщення та майно гімназії, повибивали шибки, навчання з великим перервами велось лише в приміщенні пансіону. В 1918—1919 навчальному році приміщення зовсім не опалювалось. У наступному навчальному році гімназисти розбирали підсобні приміщення і спалювали, як дрова, безпосередньо в класах, бо шибки були вибиті. Навчання відновилось лише 29 лютого 1920 року, а вже 2 травня навчальний рік було завершено. Влітку 1920 року на зруйнованій базі пансіону гімназії було створено радянські трудові школи I—II ступенів, перейменовані згодом на Глухівські семирічки № 1 та № 4. Після відновлення шибок та ремонту печей восени 1920 року, будівлю пансіону знову зайняли червоноармійці. Тому навчання тривало в інших будинках. З осені 1923 року в приміщенні пансіону розміщалась Глухівська семирічна школа № 1 (із трьох у Глухові). Під час українізації 1920-х років вона була російськомовною.
Протягом свого існування, як школи, будинок суттєвих перебудов і втрат не зазнав. У 1924 році заклад освіти отримав нову назву — Глухівська семирічна «базова» школа № 2. У 1935 році вона стала середньою школою з тим же № 2. Під час фашистської окупації Глухова (вересень 1941 — серпень 1943 років) у приміщенні школи працював німецький шпиталь. Навчання в приміщенні колишнього пансіону відновилось 15 жовтня 1943 року. Згодом освітній заклад почав працювати у дві зміни, бо у невеликому приміщенні навчалося до 800 учнів. Після зведення нового приміщення Глухівської середньої школи № 2 корпус було передано Глухівському державному педагогічному інститутові. У 1960-х роках з тильного боку прибудовано одноповерховий корпус.
З 1967 року в будівлі пансіону Глухівської чоловічої гімназії розташовано третій навчальний корпус Глухівського національного педагогічного університету імені Олександра Довженка, де навчаються студенти факультету технологічної і професійної освіти. У приміщенні функціонують три кафедри (технологічної і професійної освіти, професійної освіти та технологій сільськогосподарського виробництва, професійної освіти та комп'ютерних технологій) та навчальні аудиторії.

## Опис
Будівля пансіону, що має два поверхи, зведена з цегли в неоготичних архітектурних формах. Вона розташована в тилу головного навчального корпусу на подвір'ї гімназії. Загальна площа 1899,8 квадратних метра. Чоловий фасад червоного кольору з білими деталями звернено на південь до вулиці Києво-Московської. Але він знаходиться далеко в тилу за парком, що є ботанічною пам'яткою природи «Екзотичні дерева Глухівського педуніверситету» (№ 59-103-5003). Це єдина збережена споруда неоготичного стилю в Глухові.
Будівля має прямокутну форму. Тривісний чоловий фасад звернено на південь. Він має західну та східну сторони. Неоготичні щипці зі ступінчастою аркатурою увінчують осі, що виділені кріповками фасаду. Центром симетричного будинку є вхід та сходова клітина з двомаршевими сходами, що веде із вестибюля на другий поверх. Розпланування на обох поверхах однакове — коридорне. Кімнати (аудиторії) розташовані по обидва боки з прямокутними вікнами на південь та північ. Усі вікна мають підвіконні полички та надвіконні бровки. Різниця лише в тому, що на другому поверсі профільні бровки прямокутних вікон масивні, а на першому увага зосереджена на рельєфно виділених клинчастих перемичках. Будівлю розташовано на масивному цоколі з розвиненим вінчанням, що включає аркатурний фриз, смугу дентикулів (сухариків) та тонко профільований карниз. Вальмовий дах по дерев'яних кроквах, укритий покрівельною сталлю.
Під будинком розташовувався підвал, де знаходилася дві кімнати для служників, комора, кухня з піччю та два погреби для пансіону й квартири інспектора. До нього вели дерев'яні сходи з кімнати сторожів. Перекриття між поверхами плоскі по дерев'яних балках. Самі підлоги також дощані. На першому поверсі розташовувалась п'ятикімнатна квартира інспектора. З вигод у ній були кухня, ватерклозет та комора. В іншій стороні будинку розташовувалась їдальня для пансіонерів, буфет, гардеробна, кімната економа (або економки). У північно-східному куті другого поверху будівлі розташовувалась гімназійна церква Святителя Миколая з дубовим різним іконостасом. Вона однодільна, прямокутна в плані зального типу з напівкруглою апсидою, яка виступає на причілковому східному фасаді. Також на другому поверсі розташовувались дві кімнати для занять та дві спальні (дортуари), а також кімната наглядача, умивальна та ватерклозет.

## Видатні мешканці
Третину учнів Глухівської чоловічої гімназії складали приїжджі, тому вони проживали у пансіоні. Станом на 1898 рік в ньому було 38 пансіонерів. Серед відомих діячів жителями пансіону (гімназистами) були брати Нарбути. Старший Георгій (Жора) вступив на навчання у 1896 році та в першому класі двічі залишався на другий рік навчання. Тому, через два роки його однокласником став молодший брат Володимир Нарбут. Старший із братів, що тяжів до мистецтва, товаришував з майбутнім відомим композитором Юрієм Шапоріним, часто бував у нього вдома в Глухові. Крім того Нарбути товаришували з братами Федором (Теодором) та Миколою Ернстами. Георгій та Володимир Нарбути закінчили гімназію в 1906 році.
У приміщенні будівлі навчався майбутній Герой Радянського Союзу Дмитро Курлук. У 1938 році він закінчив дев'ять класів Глухівської середньої школи № 2. На будівлі встановлено меморіальну дошку.

## Охорона
Будинок Пансіону Глухівської чоловічої гімназії в 1988 році було поставлено на державний облік, як пам'ятку архітектури місцевого значення з охоронним № 114-См.
Будівля протягом 2006—2007 рр. була відреставрована в рамках Державної програми збереження пам'яток архітектури національного значення. Будівельники ТОВ «Анна» з м. Суми провели реставраційні та відновлювальні роботи на суму 400 тис. та 786 тис. грн., відповідно.
Розпорядженням Кабінету Міністрів України від 17 грудня 2008 р. N 1563-р передбачалось проведення у 2009—2010 роках робіт з ремонту та реставрації, яке було продубльовано Постановою Кабінету Міністрів України від 20 липня 2011 р. за N 814, де Державною цільовою програмою збереження культурної спадщини та розвитку туристичної інфраструктури м. Глухова Сумської області на 2012—2016 роки планувалось виконання робіт з реставрації, ремонту, пристосування, консервації, реабілітації та музеєфікації об'єктів культурної спадщини, упорядження зон охорони пам'яток, серед яких і пансіон Глухівської чоловічої гімназії. Однак, ці роботи не проводились.
У 2012 році за рішенням Кабінету Міністрів України пам'ятка отримала статус об'єкту культурної спадщини національного значення і була внесена до Державного реєстру нерухомих пам'яток України під № 180031/3-Н.
У травні 2021 року будинок Глухівської чоловічої гімназії увійшов до переліку проєктів з реставрації, консервації, ремонту пам'яток культурної спадщини, у тому числі замках, інших фортифікаційних, оборонних, палацово-паркових комплексах, сформований з урахуванням рейтингу, що взяли участь у відборі в рамках проекту «Велика Реставрація», сформованих міністерством культури та інформаційної політики України у межах президентської програми «Велике будівництво». Об'єкт під назвою «Реставрація пам'ятки архітектури та містобудування національного значення (охорон.№ 180031/3-Н) „Пансіон Глухівської чоловічої гімназії“ по вул. Києво-Московській, 24 у м. Глухові Сумської обл.» набрав 40,2 бала та зайняв 101-е місце з-поміж 109 проєктів, допущених до програми.